# Frédéric Blondy

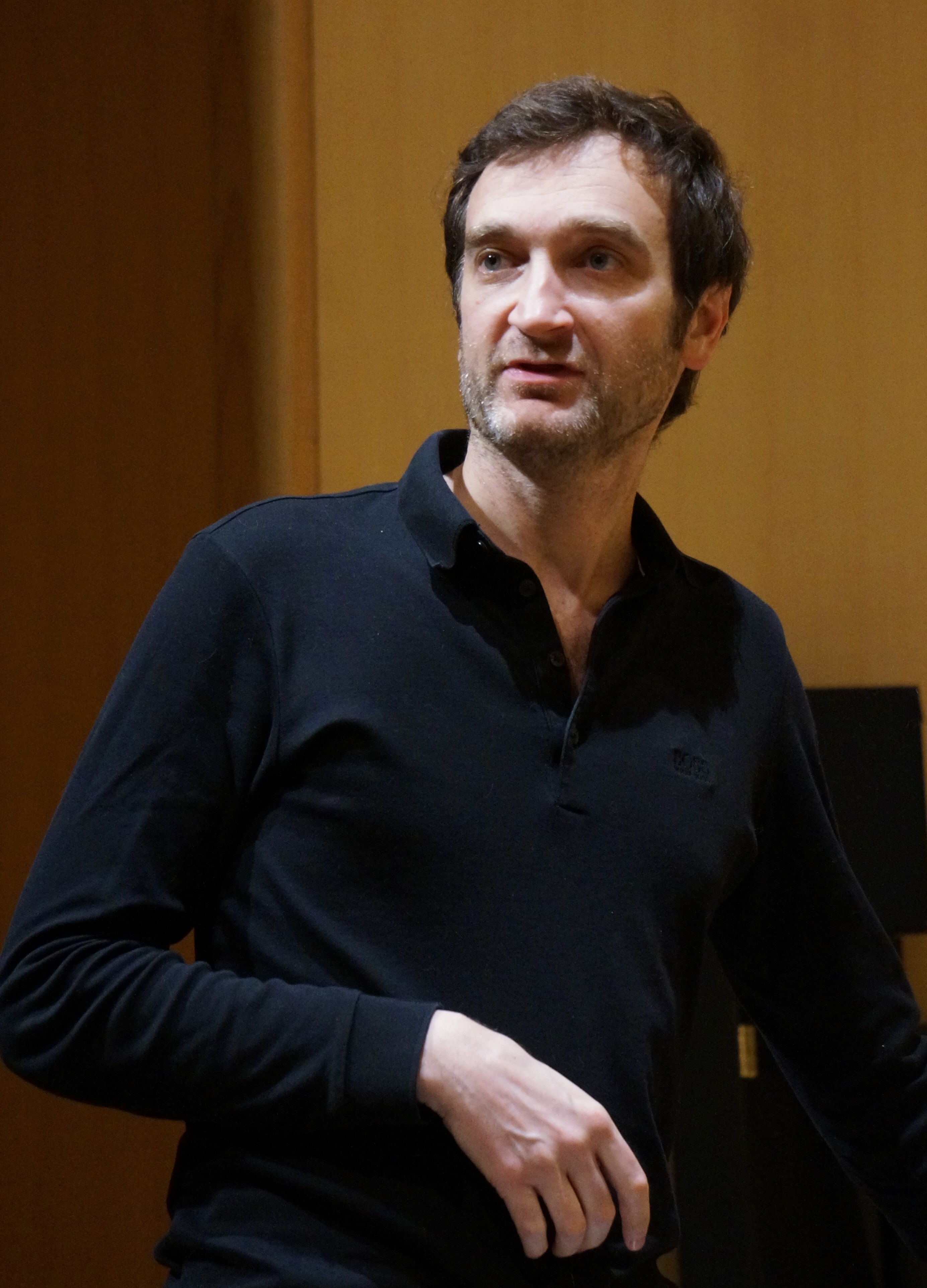
Frédéric Blondy (2015)

Frédéric Blondy (* 1973 in Bordeaux) ist ein französischer Musiker (Piano, Komposition), der im Bereich des Jazz und der Improvisationsmusik hervorgetreten ist.

## Leben und Wirken
Blondy widmete sich nach Abschluss seines Mathematik- und Physikstudiums an der Universität Bordeaux ganz der Musik, zunächst als Jazzpianist und anschließend als Student am Nationalkonservatorium Bordeaux, wo er Piano, Harmonielehre, Analyse und Komposition studierte.
Nach seinem Umzug nach Paris arbeitete Blondy mit Marie-Christine Calvet am International Piano Center zusammen. Als Musiker trat er im Laufe seiner Karriere auf vielen Festivals und Veranstaltungsorten in Europa, Nordamerika, dem Nahen Osten und Asien auf und arbeitete u. a. mit Paul Lovens, Rhodri Davies, Lê Quan Ninh, Michel Doneda, Charlotte Hug, Joëlle Léandre, Urs Leimgruber, Thomas Lehn, Daunik Lazro, Radu Malfatti, John Tilbury, Otomo Yoshihide, Tetsu Saitō und Mats Gustafsson; des Weiteren arbeitete er mit Ensembles wie Hubbub  (mit Jean-Luc Guionnet, Bertrand Denzler, Jean-Sebastien Mariage, Edward Perraud) und Ethos. Als Komponist schrieb er Musik für Filme, Videos und Tanz und arbeitet mit mehreren Ensembles. 2012 gründete Blondy die Formation Orchestre de Nouvelles Créations, Expérimentations et Improvisations Musicales (ONCEIM), die aus über 30 europäischen Improvisatoren besteht und mit der er bislang vier Alben vorlegte. Im Bereich des Jazz war er laut Tom Lord zwischen 2000 und 2016 an 15 Aufnahmesessions beteiligt.

## Diskographische Hinweise
- Tetsu Saitoh, Frederic Blondy und Michel Doneda: Carré Bleu: In Memory of Bernard Prouteau (2007)
- Grosse Abfahrt: Everything That Disappears (2007), mit Tom Djll, Matt Ingalls, John Shiurba, George Cremaschi, Le Quan Ninh, John Bischoff, Tim Perkis, Gino Robair
- Martine Altenburger, Frédéric Blondy / Bertrand Gauguet: Vers l'ile paresseuse (2009)
- Frederic Blondy / Jean-Sebastien Mariage / Dan Warburton: L’ecorce chante la foret (Creative sources, 2001)
- Bertrand Denzler, ONCEIM: Morph (Confront Recordings, 2015)
- Peter Evans: Anemone – A Wing Dissolved in Light (2018), mit John Butcher, Clayton Thomas, Paul Lovens
- Jeff Henderson: Duos Volume 3 – Frédéric Blondy (2018)
- Frédéric Blondy – David Chiesa – Rodolphe Loubatière – Pierce Warnecke: Guède (2018)
- Thomas Lehn & Frederic Blondy: obdo (2019)
- ONCEIM / Peter Ablinger: ONCEIM plays Notes & Bloc-Notes by Peter Ablinger (2019)
- Patricia Bosshard, ONCEIM, CoÔ: Sillons – Reflets (Potlatch, 2021)
- Michel Doneda, Frédéric Blondy, Tetsu Saitoh: Spring Road 16 (Relative Pitch Records,2021)
- Éliane Radigue / Frédéric Blondy: Occam XXV (2022)[2]
- ONCEIM: Laminaire (Relative Pitch, 2024), u. a. mit Xavier Charles, Joris Rühl, Benjamin Duboc, Pierre-Antoine Badaroux, Antonin Gerbal[3]
- Hubbub: abb abb abb (Relative Pitch, 2025)